# Rączki (Sainte-Croix)
Pour les articles homonymes, voir Rączki.
Rączki est une localité polonaise de la gmina de Kluczewsko, située dans le powiat de Włoszczowa en voïvodie de Sainte-Croix.